# Eydon
Eydon est une paroisse civile et un village du Northamptonshire, en Angleterre.